# کریستا مک‌اولیف
کریستا مک‌اولیف (به انگلیسی: Christa McAuliffe) فضانورد و معلم از کنکورد، نیوهمپشایر، آمریکا بود و از قربانیان سفر واپسین فضاپیمای چلنجر در ماموریت اس‌تی‌اس-۵۱ بود.
او در سال ۱۹۷۰ توانست مدرک فوق لیسانس خود را در رشتهٔ آموزش و پرورش و تاریخ از کالج ایالتی فرامینگهام و همچنین کارشناسی ارشد هنر از دانشگاه ایالتی بووی در سال ۱۹۷۸ را کسب کند. او همچنین در سال ۱۹۸۲ به عنوان یک معلم مطالعات اجتماعی در مدرسه کنکورد در نیوهمپشایر تدریس می‌کرد.
مک‌اولیف متولد ۱۹۴۸ ایالت بوستون بود.